# Fredrik
Fredrik est un prénom masculin allemand dérivé de Friedrich ou Friederich et issu du vieux allemand fridu (paix) et rîhhi (monarque, chef ou pouvoir). 

## Usage
Fredrik est surtout présent en Norvège et en Suède. 

### En premier prénom
- Fredrik Ahlstedt (1839-1901), artiste peintre finlandais
- Fredrik Åkesson (né en 1972), guitariste suédois de heavy metal
- Fredrik Andersson (né en 1988), joueur suédois de football
- Fredrik Aursnes (né en 1995), joueur norvégien de football
- Fredrik Backman (né en 1981), chroniqueur et romancier suédois
- Fredrik Bajer (1837-1922), écrivain et homme politique danois
- Fredrik Barth (1928-2016), anthropologue et ethnologue norvégien
- Fredrik Bekken (né en 1975), rameur norvégien
- Fredrik Berglund (né en 1979), joueur suédois de football
- Fredrik Bergqvist (né en 1973), joueur suédois de hockey sur glace
- Fredrik André Bjørkan (né en 1998), joueur norvégien de football
- Fredrik Bremberg (né en 1973), joueur suédois de hockey sur glace
- Fredrik Rosing Bull (1882-1925), ingénieur et informaticien norvégien
- Fredrik Claesson (né en 1992), joueur suédois de hockey sur glace
- Fredrik Croneborg (né en 1980), triathlète suédois
- Fredrik Cygnaeus (1807-1881), personnalité artistique et scientifique finlandais
- Fredrik August Dahlgren (1816-1895), écrivain et compositeur suédois
- Fredrik Edfeldt (né en 1972), réalisateur suédois
- Fredrik Ekblom (né en 1970), pilote automobile suédois
- Fredrik Ekelund (né en 1953), traducteur et écrivain suédois
- Fredrik Ericsson (né en 1978), coureur cycliste suédois
- Fredrik Axel von Fersen (1719-1794), homme politique suédois
- Fredrik Strand Galta (né en 1992), coureur cycliste norvégien
- Fredrik Gertten (né en 1956), réalisateur et journaliste suédois
- Fredrik Hallgren (né en 1973), acteur suédois
- Fredrik Horn (1916-1997), joueur norvégien de football
- Fredrik Idestam (1838-1916), fondateur finlandais de la société Nokia
- Fredrik Jensen (né en 1997), joueur finlandais de football
- Fredrik Oldrup Jensen (né en 1993), joueur norvégien de football
- Fredrik Johnson (né en 1963), joueur suédois de squash
- Fredrik Jönzén (né en 1978), joueur suédois de basket-ball
- Fredrik Kessiakoff (né en 1980), coureur cycliste suédois
- Fredrik Kuoppa (né en 1971), biathlète suédois
- Fredrik Lidvall (1870-1945), architecte suédois
- Fredrik Lindström (né en 1989), biathlète suédois
- Fredrik Liverstam (né en 1988), joueur suédois de football
- Fredrik Logevall (né en 1963), historien américain
- Fredrik Lööf (né en 1969), skipper suédois
- Fredrik Ludvigsson (né en 1994), coureur cycliste suédois
- Fredrik Midtsjø (né en 1993), joueur norvégien de football
- Fredrik Modin (né en 1974), joueur suédois de hockey sur glace
- Fredrik Monsen (1874-1954), homme politique travailliste norvégien
- Fredrik Neij (né en 1978), homme d'affaires et hacker suédois
- Fredrik Nyberg (né en 1969), skieur alpin suédois
- Lars-Fredrik Nyström (né en 1949), joueur suédois de hockey sur glace
- Fredrik Olausson (né en 1966), joueur et entraîneur suédois de hockey sur glace
- Fredrik Pacius (1809-1891), compositeur et chef d'orchestre finlandais
- Fredrik Petersen (né en 1983), joueur suédois de handball
- Fredrik Pettersson (né en 1987), joueur suédois de hockey sur glace
- Fredrik Reinfeldt (né en 1965), premier ministre suédois
- Fredrik Riseth (né en 1995), fondeur norvégien
- Fredrik Risp (né en 1980), joueur suédois de football
- Fredrik Rosencrantz (1879-1957), cavalier et officier de l'armée suédoise
- Fredrik Samuelsson (né en 1995), athlète suédois en épreuves combinées
- Fredrik Sjöström (né en 1983), joueur suédois de hockey sur glace
- Fredrik Skagen (1936-2017), écrivain et scénariste norvégien
- Fredrik Adam Smitt (1839-1904), zoologiste suédois
- Fredrik Söderström (né en 1973), joueur suédois de football
- Fredrik Stenman (né en 1983), joueur suédois de football
- Fredrik Stillman (né en 1966), joueur suédois de hockey sur glace
- Fredrik Strømstad (né en 1982), joueur norvégien de football
- Fredrik Thordendal (né en 1970), guitariste suédois
- Fredrik Torsteinbø (né en 1991), joueur norvégien de football
- Fredrik Ullén (né en 1968), pianiste suédois
- Fredrik Ulvestad (né en 1992), joueur norvégien de football
- Fredrik Wenzel (né en 1978), directeur de photographie suédois
- Fredrik Winsnes (né en 1975), joueur norvégien de football

### En deuxième prénom
- Carl Fredrik Adelcrantz (1716-1796), architecte suédois
- Johan Fredrik Berwald (1787-1861), compositeur suédois
- Albrecht Fredrik Richard de la Chapelle (1785-1859), homme d'État et sénateur finlandais
- Axel Fredrik Charpentier (1865-1949), avocat et chancelier de justice finlandais
- Axel Fredrik Cronstedt (1722-1765), chimiste suédois
- Niels Fredrik Dahl (né en 1957), écrivain et journaliste norvégien
- Carl Fredrik Diriks (1814-1895), peintre et illustrateur norvégien
- Bernhard Fredrik Godenhjelm (1840-1912), professeur d'université finlandais
- Göran Fredrik Göransson (1819-1900), maître de forges et industriel suédois
- Carl Fredrik Hill (1849-1911), peintre et dessinateur suédois
- Johan Fredrik Höckert (1826-1866), peintre suédois
- Clas Fredrik Horn (1763-1823), officier régicide suédois
- Adolf Fredrik Lindblad (1801-1878), compositeur suédois de mélodies
- Carl Fredrik Mennander (1712-1786), homme d'église luthérien suédois
- Carl Fredrik Nyman (1820-1893), botaniste suédois
- Carl Fredrik Reuterswärd (1934-2016), artiste et écrivain suédois
- Nils Fredrik Rønnbeck (1820-1891), marin et explorateur suédo-norvégien
- Karl Fredrik Slotte (1848-1914), physicien finlandais
- Peter Fredrik Wahlberg (1800-1877), entomologiste et botaniste suédois

## Référence
1. ↑  (nb) « Navnestatistikken », sur SSB (consulté le 6 juillet 2025)
2. ↑  (sv) « Given names, women, top 100 - Statistics Sweden » [archive du 11 septembre 2012], sur www.scb.se (consulté le 6 juillet 2025)
3. ↑  (en) « 10th Century Frisian Masculine Names », sur heraldry.sca.org (consulté le 28 décembre 2017)